# Lienna Montero
Lienna de la Caridad Montero Herrera (ur. 21 stycznia 1998) – kubańska zapaśniczka walcząca w stylu wolnym. Brązowa medalistka mistrzostw świata w 2018, a także igrzysk panamerykańskich w 2019. Triumfatorka igrzysk Ameryki Środkowej i Karaibów w 2018. Wicemistrzyni mistrzostw panamerykańskich w 2018 i trzecia w 2016 i 2020. Zdobyła brązowy medal na mistrzostwach Ameryki Środkowej i Karaibów w 2018. Druga na MŚ juniorów w 2017 roku.